# Urocythereis margaritifera
Urocythereis margaritifera is een mosselkreeftjessoort uit de familie van de Hemicytheridae. De wetenschappelijke naam van de soort is voor het eerst geldig gepubliceerd in 1894 door Müller.